# Emanuel
Emanuel ist ein Vorname und Familienname.

## Herkunft und Bedeutung
Emanuel ist eine griechisch-lateinische Abwandlung des hebräischen Vornamens Immanuel, die heute unter anderem im Griechischen und Deutschen sowie in der Form Manuel im Spanischen und Portugiesischen gebräuchlich ist. Die ursprüngliche hebräische Bedeutung ist Gott ist mit uns (עִמָּנוּ אֵל im mit; immanu mit uns; el Gott). Dieser Name ist beim biblischen Propheten Jesaja Gegenstand einer Verheißung (Jes 7,14 ). Im Matthäusevangelium im Neuen Testament wird der Name in Beziehung zu Jesus Christus gesetzt (Mt 1,23 ).
Der Namenstag richtet sich nach dem Namenspatron. Ist dieser Emanuel, Bischof von Cremona, so ist der 1. Oktober der Namenstag. Darüber hinaus ist noch der 26. März (geteilt mit Leopold) sowie im griechisch orthodoxen Kalender der 26. Dezember bekannt.

## Varianten
- Amaniel (Tigrinya, Eritrea)
- Amanuel (Amharisch, Äthiopien;  aramäisch)
- Immanuel
- Manuel, Manuela
- Emmanuel, Emmanuele
- Emanueli, Emanuelli, Emanuela
- Griechisch: Εμμανουήλ (Emmanouil), Μανόλης (Manolis), Μάνος (Manos), Μανολάκης (Manolakis), Μανολιό (Manolio)
- Emanoil
- Manolo
- Emanu-El

## Bekannte Namensträger

### Vorname
- Maria Emanuel von Meißen (1926–2012), sächsischer Aristokrat
- Maximilian II. Emanuel (Bayern) (der blaue Kurfürst; 1662–1726), Kurfürst von Bayern
- Maximilian Emanuel von Württemberg-Winnental (1689–1709), Prinz aus dem Hause Württemberg-Winnental, schwedischer Oberst
- Max Emanuel in Bayern (1849–1893), deutscher Offizier
- Max Emanuel Herzog in Bayern (* 1937), deutscher Unternehmer
- Viktor Emanuel I. (1802–1824), König von Sardinien-Piemont
- Viktor Emanuel II. (1861–1878), König von Italien
- Viktor Emanuel III. (1869–1947), König von Italien
- Carl Philipp Emanuel Bach (1714–1788), deutscher Komponist
- Emanuel Bettencourt (* 1961), Kampfsportler, Schauspieler und Stuntman
- Emanuel von Bretfeld zu Kronenburg (1774–1840), böhmisch-österreichischer Offizier
- Emanuel Buchmann (* 1992), deutscher Radrennfahrer
- Emanuel Dening (* 1988), argentinischer Fußballspieler
- Emanuel Feuermann (1902–1942), österreichisch-deutscher Cellist
- Emanuel Geibel (1815–1884), deutscher Lyriker
- Emanuel Ginóbili (* 1977), argentinischer Basketballspieler
- Emanuel Goldberg (1881–1970), russisch-jüdischer Chemiker, Techniker und Erfinder
- Emanuel Günther (* 1954), deutscher Fußballspieler
- Emanuel Herold (* 1986), deutscher Politiker (Bündnis 90/Die Grünen)
- Emanuel Herrera (* 1987), argentinischer Fußballspieler
- Emanuel Kemper 1844–1933, deutscher Organist, Orgelbauer und Unternehmer
- Emanuel Komers von Lindenbach (1810–1889), österreichischer Jurist und Politiker, Justizminister
- Emanuel Lasker (1868–1941), deutscher Schachgroßmeister und Mathematiker
- Emanuel Gottlieb Licht (1742–1811), deutscher Deichhauptmann im Oderbruch
- Emanuel Loewy (1857–1938), österreichischer Klassischer Archäologe
- Emanuel Merck (1794–1855), deutscher Apotheker, Gründer des pharmazeutischen Unternehmens Merck
- Emanuel van Meteren (1535–1612), flämischer Historiker und Repräsentant der niederländischen Kaufleute in London
- Emánuel Moór (1863–1931), ungarischer Pianist, Komponist und Erfinder
- Emanuel Pogatetz (* 1983), österreichischer Fußballspieler
- Emanuel von Rehberger (1846–1914), österreichischer Offizier, Feldmarschallleutnant
- Emanuel Reiter (* 1984), Schweizer Musiker
- Emanuel Rego (* 1973), brasilianischer Beachvolleyballspieler
- Emanuel Schikaneder (1751–1812), Schauspieler, Sänger, Regisseur, Dichter und Theaterdirektor
- Emanuel von Schöning (1690–1757), deutscher Offizier, preußischer Generalmajor
- Emanuel Schulz (* 1975), österreichischer Komponist und Dirigent
- Emanuel Severin (1842–1907), Kinderchirurg und Geheimrat in Sankt Petersburg
- Emanuel Steward (1944–2012), US-amerikanischer Boxtrainer
- Emanuel Swedenborg (1688–1772), schwedischer Wissenschaftler
- Emanuel Taffertshofer (* 1995), deutscher Fußballspieler

### Familienname
- David Emanuel (Politiker) (1744–1808), US-amerikanischer Politiker
- David Emanuel (Designer) (* 1952), britischer Modeschöpfer
- Gustav Emanuel (1879–1952), deutscher Mediziner
- Isidor Markus Emanuel (1905–1991), römisch-katholischer Bischof von Speyer
- James Emanuel (1921–2013), US-amerikanischer Lyriker, Essayist und Lehrer
- Kai Emanuel (* 1968), Landrat im Landkreis Nordsachsen (ab 2015)
- Karl Heinrich Emanuel (1911–1995), deutscher Maler und Bildhauer
- Kerry Emanuel (* 1955), US-amerikanischer Professor für Meteorologie am Massachusetts Institute of Technology
- Lee Emanuel (* 1985), britischer Mittelstreckenläufer
- MacLean Emanuel (* 1942), antiguanischer Sänger
- Max Emanuel (Handballspieler) (* 1994), deutscher Handballspieler
- Nikolai Markowitsch Emanuel (1915–1984), russischer Chemiker
- Pedro Emanuel (* 1975), portugiesischer Fußballspieler angolanischer Herkunft
- Rahm Emanuel (* 1959), US-amerikanischer Politiker (Demokraten)
- Simon Emanuel (* 1975), britischer Filmproduzent

### Künstlername
- Emanuel (Sänger) (* 1957), Unterhaltungsmusiker und Produzent